# Vadstena
Vadstena er en by og kommune ved søen Vättern i Östergötlands län. Kommunen havde 7.311 indbyggere i 2012, mens byen har 5.802(2023) indbyggere.
Byen havde i middelalderen stor betydning for den kulturelle, politiske og religiøse udvikling i landet. Byen opstod omkring Vadstena kloster, som Den hellige Birgitta (1303–1373) oprettede, og som blev et valfartssted. 
Kendt er også Vadstena Slot, også kaldet Gustav Vasas slot, da det blev påbegyndt under ham i 1545. Byen har mange gamle bygninger fra 1200-1500-tallet, bl.a. Mårten Skinnares hus.

## Galleri
- Vadstena Slot
- Rådhuset i Vadstena
- Mårten Skinnares hus
- Vadstena hospital